# Zlatko Papec
Zlatko Papec (Zágráb, 1934. január 17. – Split, 2013. február 3.) olimpiai ezüstérmes jugoszláv válogatott horvát labdarúgó, csatár.

## Pályafutása

### Klubcsapatban
A Lokomotiva Zagreb csapatában kezdte a labdarúgást. A zágrábi csapat történetének legjobb támadósorában szerepelt Josip Odžak, Vladimir Čonč, Vladimir Firm és Drago Hmelina mellett, mint balszélső. 1952 és 1955 között 57 bajnoki mérkőzésen szerepelt és 20 gólt szerzett. Ezt követően kötelező katonai szolgálatát teljesítette a Jugoszláv Haditengerészetnél.
A katonaság után 1956-ban a Hajduk Split csapatához szerződött, ahol 1964-ig játszott. Ebben az időszakban 366 mérkőzésen szerepelt és 167 gólt szerzett, ebből 177 volt bajnoki találkozó és 55 bajnoki találat.
1964-ben Nyugat-Németországba szerződött a másodosztályú Freiburger FC együtteséhez, ahol négy idényen át volt a csapat meghatározó játékosa és 130 mérkőzésen 10 gólt ért el. 1968-ban hazatért és rövid ideig a Rijeka csapatában játszott majd visszavonult. Az 1971–72-es idényben visszatért a másodosztályú Junak Sinj együttesében, de csak egy kis időre.

### A válogatottban
1953 és 1956 között hat alkalommal szerepelt a jugoszláv válogatottban és négy gólt szerzett. 1953. május 14-én egy barátságos mérkőzésen Belgium ellen mutatkozott be a Heysel stadionban. Utolsó válogatott szereplése 1956. december 23-án volt Jakartában Indonézia ellen. Tagja volt az 1954-es világbajnokság negyeddöntős és az 1956-os melbournei olimpián ezüstérmes válogatottnak.

## Sikerei, díjai
Jugoszlávia
- Világbajnokság
  - negyeddöntős: 1954, Svájc
- Olimpiai játékok
  - ezüstérmes: 1956, Melbourne

 Hajduk Split
- Jugoszláv bajnokság
  - 3.: 1956–57, 1960–61
- Jugoszláv kupa
  - döntős: 1963